# Tadžikistansko-afganistanski most u Panji Poyonu
Tadžikistansko-afganistanski most koji premošćuje rijeku Panj između Panji Poyona (ili Nizhniy Pyandzh), Tadžikistan i Sher Khan Bandara, Afganistan, otvoren je 26. kolovoza 2007. Most s dvije trake dug je 672 metara i širok 11.6 metara. Koštao je otprilike 40 milijuna dolara, financirao ga je Inženjerski korpus američke vojske, a dizajnirala ga je i izgradila talijanska tvrtka Rizzani de Eccher SpA. Tadžikistanskom predsjedniku Emomaliju Rahmonu i afganistanskom predsjedniku Hamidu Karzaiju na ceremoniji otvaranja pridružio se američki ministar trgovine Carlos Gutierrez.

## Galerija
- Ceremonija otvaranja mosta

## Vanjske poveznice
|  | Zajednički poslužitelj ima još gradiva o temi Tadžikistansko-afganistanski most u Panji Poyonu |